# Voo Petropavlovsk-Kamchatsky Air 251
O Voo Petropavlovsk-Kamchatsky Air 251 (PTK251) era um voo doméstico russo que regularmente operava entre Petropavlovsk-Kamchatsky e Palana, ambas localizadas no Krai de Kamchatka, no Extremo Oriente Russo. Em 6 de julho de 2021, o avião Antonov An-26, que realizava o voo, caiu ao se aproximar de Palana. Todas as 28 pessoas a bordo perderam a vida.

## Contexto
A aeronave do acidente era um Antonov An-26B-100, matrícula RA-26085, msn 12310, pertencente à Kamchatka Air Enterprise. Foi construído e voou pela primeira vez como um An-26B, em 1982. O An-26 pertence a uma categoria de aeronaves de transporte militar. A aeronave envolvida, contudo, foi convertida para o uso civil em outubro de 2012. Trata-se de um turboélice bimotor, motores tipo Ivchenko AI-24VT. A aeronave já havia operado com PermTransAvia, Air Mali International e também já havia sido alugado para uso das Nações Unidas. A aeronave era operada pela Petropavlovsk-Kamchatsky Air Enterprise desde 2013 e fazia uma média de nove voos por semana, com cerca de duas horas cada.
A aeronave tinha seis tripulantes, incluindo o capitão, o primeiro oficial, o navegador e o engenheiro de voo. Em 2012, um Antonov An-28, atribuído à mesma rota e número de voo, também caiu durante sua aproximação para pousar no Aeroporto de Palana.

## Acidente

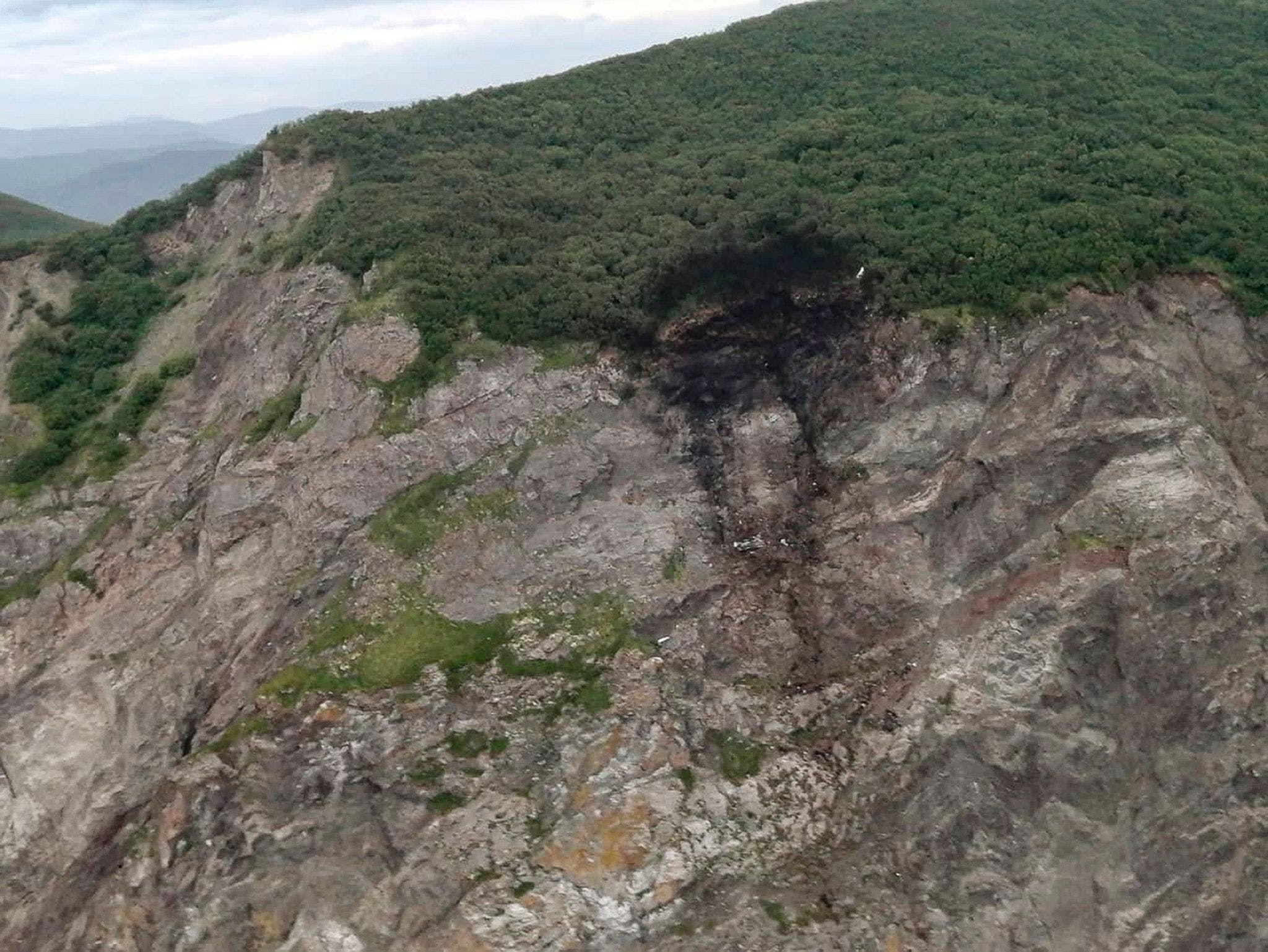
Imagem do local da tragédia logo após o acidente

O voo 251 era um voo doméstico regular de passageiros do aeroporto de Elizovo, Petropavlovsk-Kamchatsky para o aeroporto de Palana, em Palana, na Rússia. O voo partiu de Petropavlovsk-Kamchatsky às 12h57, horário local (00h57 UTC) e deveria pousar em Palana às 15:05, hora local (03:05 UTC). A aeronave passou com segurança pelos centros de controle de área e às 14h09 foi transferida para o ATC do distrito de Tigilsky, onde o capitão entrou em contato com Palana para informações sobre as condições meteorológicas. Ao receber as informações meteorológicas, o capitão recebeu "coordenadas claras da rota" durante a aproximação final. O último contato com a aeronave foi às 14h50 hora local (2h50 UTC).
A aeronave estava em aproximação final para pouso quando o contato foi perdido, cerca de 10 quilômetros (6,2 mi) distante do aeroporto de Palana. Nenhuma arremetida foi relatada pelo ATC. O tempo na região estava nublado. A aeronave colidiu com um penhasco íngreme a uma altitude máxima de 263 m (863 ft). Quando colidiu com a falésia, encontrava-se a uma altitude de 200 m (660 ft), abaixo da altura mínima para a abordagem, e estava fora do caminho de abordagem adequado. Com o impacto, a aeronave foi completamente destruída. Apenas uma parte da cauda do avião permaneceu no penhasco após o impacto. O resto dos destroços escorregaram pelo penhasco e caíram no mar de Okhotsk, deixando apenas uma marca de derrapagem no penhasco indicando onde o acidente ocorreu.

## Resposta
O local do acidente foi encontrado no mesmo dia, depois que o Ministério de Situações de Emergência da Rússia despachou um helicóptero Mil Mi-8 e posicionou equipes de busca no solo. Um sinal fraco foi recebido de um transmissor localizador de emergência (ELT). Os destroços foram avistados às 21:00 hora local (09:00 UTC). Um fragmento de fuselagem foi encontrado na encosta do morro Pyatibratka e outro fragmento foi localizado no mar, 4 quilômetros (2,5 mi) da costa. Todas as 28 pessoas a bordo morreram.
Em 7 de julho, os corpos de 19 das 28 vítimas foram recuperados por equipes de resgate com 51 socorristas. Devido às características geográficas da paisagem, as operações de busca e resgate foram consideradas difíceis. As ondas altas forçaram as equipes de resgate a suspenderem as operações no mar durante a noite. Um período de luto de três dias foi declarado na região. Vários países expressaram condolências, incluindo os Estados Unidos, Grécia, Turquia, Sérvia e Paquistão.

## Investigação
O Comitê de Aviação Interestadual é responsável por investigar acidentes de aviação na Rússia. O Comitê Investigativo da Rússia propôs três possíveis causas para o acidente: mau tempo, falha técnica ou erro do piloto. Em 9 de julho, o gravador de dados de voo da aeronave (FDR) foi encontrado. Um porta-voz disse que o exame inicial não revelou nenhum dano crítico e que seria decodificado em Moscou. O gravador de voz da cabine foi recuperado no mesmo dia, mas estava muito danificado, com apenas fragmentos da caixa sendo encontrados, de forma que seus dados não puderam ser recuperados.
Em 17 de julho, a Rosaviatsia (Agência Federal de Transporte Aéreo) divulgou sua primeira análise do FDR. Após a aeronave ter alcançado o farol não direcional Palana (NDB), cruzando a uma altitude de 800 m (2,600 ft), ele então saiu do NDB com a intenção de circular visualmente de volta para a abordagem final ao aeroporto. O controlador de tráfego aéreo disse à tripulação que eles estavam em um rumo de 340 graus (norte-noroeste ao invés do rumo oeste-noroeste 289 instruído pelo procedimento do NDB). A tripulação reconheceu, relatando que estavam descendo a 600 m (2,000 ft), mas não relataram ter atingido essa altitude, nem pediram qualquer nova descida. A tripulação realizou a base e as viradas finais, e o FDR não registrou nenhum abaixamento do trem de pouso ou dos flaps. A aeronave saiu da curva final a cerca de 12 quilômetros (7,5 milhas) do aeroporto, em um rumo de 140 graus (aproximadamente sudeste), indo diretamente para o aeroporto. Cerca de um minuto antes do impacto no terreno, ocorreu a última comunicação entre a aeronave e o controlador; o controlador informou que eles estavam em um rumo de 320 graus a cerca de 9 km (5.6 mi) do aeródromo. O terreno no ponto de impacto é de cerca de 260 m (850 ft) altura, em um penhasco costeiro coberto por árvores (altura da árvore de 10 m (33 ft).
Rosaviatsia recomendou, entre outros incidentes, que fosse revisto o acidente do RA-28715 em 2012 (que também tentou aterrar em Palana), para avaliar a implementação das recomendações de segurança de voo decorrentes desse acidente.